# 983 Gunila
983 Gunila là một tiểu hành tinh bay quanh Mặt Trời.